# Ворас
Во́рас (греч. Βόρας), Нидже (макед. Ниџе, болг. Нидже) — горы на границе между Северной Македонией и Грецией. Самый высокий пик — Каймакчалан высотой 2524 м над уровнем моря. По названию пика Каймакчалан часто так называют и саму гору, особенно это распространено в Греции. По местоположению и геологическому составу гора сходна с горами Якупица и Баба. Имеет прохождение времён палеозоя, а в самой высокой части имеется известняк времён мезозоя. Гора Нидже известна богатой фауной. Гора обильна животными видами, которые встречаются как в Средиземноморье, так и в Северной Европе.
Гора также связана с болгарской историей. Во время Первой мировой войны болгарская армия вела на Каймакчалане бои с Антантой.
Одна из вершин хребта высотой 1187 метров называется Козиакас (Козяк, Κόζιακας).